# Джасса Сингх Ахлувалия
Султан Джасса Сингх Ахлувалия (в.-пандж. ਜੱਸਾ ਸਿੰਘ ਆਹਲੂਵਾਲੀਆ; 3 мая 1718 — 22 октября 1783) — выдающийся сикхский предводитель периода Сикхской Конфедерации, верховный лидер Дал-Хальсы. Также был вождём мисаля Ахлувалия. Этот период был интерлюдией, продолжавшейся примерно со времени смерти Банды Бахадура в 1716 году до основания империи сикхов в 1801 году. Основал государство Капуртала в 1772 году.

## Ранняя жизнь
Джасса Сингх Ахлувалия родился 3 мая 1718 года в деревне под названием Ахлу в районе Лахора, Пенджаб (современный Пакистан).

## Образование Дал Хальсы и мисалей
В 1733 году могольский наместник Лахора Закария-хан Бахадур (? — 1745) попытался заключить мир с сикхами, предложив им джагир (поместья), титул наваба их вождю, и беспрепятственный доступ в Хармандир-Сахиб. После обсуждения в Сарбат-Хальсе Капур Сингх был избран лидером сикхов и принял титул наваба. Он объединил различные сикхские ополчения в две группы: Таруна Дал и Будда Дал, в совокупности известные как Дал Хальса. Сикхские ополченцы старше 40 лет входили в состав Будда Дал, а сикхские воины моложе 40 лет — в состав Таруна Дал. Кроме того, Таруна Дал была разделена на пять джат (мисалей), каждая из которых имела от 1300 до 2000 человек, отдельный барабан и знамя. Район операций каждого Дала, или армии, был Хари Ке Паттан, где соединяются реки Сатледж и Биас; Таруна Дал контролировал район к востоку от Хари Ке Паттана, в то время как Будда Дал контролировал район к западу от него. Целью Будда Дал, группы ветеранов, была защита гурдвар и обучение Таруна Дал, в то время как Таруна Дал действовали как боевые отряды. Однако в 1735 году соглашение между Закария-ханом и навабом Капур-Сингхом было нарушено, и Дал Хальса отступила в горы Сивалик, чтобы перегруппироваться. Позже командование Дал Хальсой принял Джасса Сингх Ахлувалия, который был способным и могущественным администратором, даже установил в Красном форте флаг Дал Хальсы. Он сделал фундамент Хальсы твердым, чтобы будущие поколения могли им руководить.

## Вторжение Надир-шаха
В 1739 году Надир-шах, известный полководец и правитель Персии, вторгся в Северную Индию, включая Пенджаб, разгромив Моголов в битве при Карнале в 1739 году, он разграбил город Дели (Шахджаханабад), конфисковав такие сокровища, как Павлиний трон, алмаз Кохинор и алмаз Дерианур. Тем временем все отряды Хальсы собрались вместе и приняли решение напасть на противника, получив информацию, что Надир-шах разграбил город Дели и теперь забирает индийских женщин в качестве рабынь в Персию. Сикхи составили план освобождения всех рабов. Джассе Сингху Ахлувалии в то время был 21 год, он планировал набег, чтобы освободить всех рабов. Он вместе с другими сикхскими отрядами напал на армию Надир-шаха, освободил всех рабов и благополучно отправил их обратно в свои семьи.
Джасса Сингх Ахлувалия участвовал также во многих сражениях, где он проявил себя как прирождённый лидер. На собрании Сарба Хальсы в 1748 году Наваб Капур Сингх назначил его своим преемником. Его последователи присвоили ему титул Султан-уль-Каум (Царь нации). В 1758 году он распространил монеты с надписью «чеканены милостью Хальсы в стране Ахмеда, завоеванной Джассой, Калалом».

## Набеги Ахмад-шаха Абдали
Ахмад-шах Дуррани, старший генерал Надир-шаха, унаследовал трон Афганистана, когда Надир-шах был убит своими военачальниками в июне 1747 года. Он основал свою собственную династию Садозаи.
С декабря 1747 по 1769 год Ахмад-шах Абдали совершил в общей сложности девять нападений в Северную Индию. Его неоднократные вторжения ослабили власть Великих Моголов в Северной Индии. В третьей битве при Панипате он вместе с Навабом Ауда и рохиллами разгромил маратхов, которые после подписания договора в 1752 году стали покровителями могольского трона в Дели и контролировали большую часть Северной Индии и Кашмира. Однако им так и не удалось подчинить сикхов в Пенджабе.

## Помощь сикхов джатам Бхаратпура
Сурадж Мал (1707—1763) был основателем джатского государства Бхаратпур. Он был убит 25 декабря 1763 года недалеко от Дели Наджибабадом уль Даулой, вождем рохиллов, который был назначен Мир Бакши и регентом в Дели Ахмад-шахом Дуррани. Сын Сураджа Мала Джавахар Сингх обратился за помощью к сикхам, которые прислали сикхскую армию из 40000 человек под общим командованием Сардара Джасса Сингха Ахлувалии. Сикхи пересекли Ямуну 20 февраля 1764 года и разграбили район вокруг неё. Наджибабад уль Даула поспешил обратно в Дели, и давление на Бхаратпур было ослаблено. Наджиб уль Даула потерпел ещё одно поражение от рук сикхов под командованием сардара Джассы Сингха Ахлувалии после 20-дневного боя в районе Ямуны в Барари-Гате в 20 км к северу от Дели, который отступил в Красный Форт 9 января 1765 года. В течение следующего месяца сикхи снова победили Наджибабад уль Даулу на Нахасе или Конном рынке и в Сабзи Манди.
Джавахар Сингх также нанимает 25-тысячную сикхскую армию под командованием Джассы Сингха против раджпутского раджи Джайпура в битве Маонде и Мандхоли (14 декабря 1767) и Битве при Каме (29 февраля 1768). Но правитель Джайпура заключил мир с сикхским командиром Джассой Сингхом. Бои Джавахар Сингха с раджпутами продолжалось много раз с помощью сикхи как в битве Кама, до 1768 года, когда Мадхо Сингх Раджпут Раджа удалился, не дав боя. В это время монетный двор Джайпура был вынужден выпустить сикхскую монету под именем гуру Гобинд Сингха, как сообщается в книге Ханса Херрли «Монеты сикхов».

## Шестое вторжение Абдали (1762)
В начале 1762 года до Ахмад-Шаха Абдали в Афганистане дошла весть о поражении его генерала Нур-уд-Дина Бамезая от рук сикхов, которые быстро распространились по всему Пенджабу и провозгласили своего вождя Джассу Сингха Ахлувалию правителем Лахора . Чтобы раз и навсегда избавить от них свои индийские владения, Ахмад-шах отправился в поход из Кандагара. Битва при купе произошла 5 февраля 1762 года между афганскими войсками Ахмад-Шаха Абдали (40 000 солдат) и гражданскими сикхами. Афганцы неожиданно напали на гражданский лагерь сикхов, состоявший в основном из женщин, детей и стариков. В лагере сикхов было всего около 5-7 тысяч воинов-сикхов. Эти воины образовали живой щит вокруг мирных сикхов и храбро сражались с афганцами, убив тысячи афганских солдат. Однако Абдали сумел прорвать кольцо и учинил полномасштабную резню. Войска Ахмад-Шаха убили несколько тысяч мирных сикхов.
В ходе нового афганского вторжения в Верхний Пенджаб Ахмад-шах Дуррани со своей стотысячной армией достиг Малеркотлы, к западу от Сирхинда, а затем атаковал 20 000 сикхов, сопровождавших 40 000 женщин и детей, а также стариков. В одном из своих худших поражений — известном как Вадда Галугара — сикхи потеряли, возможно, 5-10 тысяч солдат + и 20 тысяч гражданских лиц были убиты. Афганские войска Ахмад-шаха Дуррани вышли победителями с ночной засадой на большой конвой.
Несмотря на катастрофу в Галугаре, к маю 1762 года сикхи снова взялись за оружие. Под командованием Джассы Сингха они разбили афганских фаудждаров Сирхинда в битве при Харнаулгархе. К осени сикхи обрели достаточно уверенности, чтобы в большом количестве собраться в Амритсаре, чтобы отпраздновать Дивали. Ахмад-шах Абдали предпринял умеренные усилия, чтобы склонить их на свою сторону, и отправил посла с предложениями о заключении мирного договора. Сикхи не были настроены на мир и оскорбили эмиссара. Ахмад-шах Абдали не терял времени даром и оказался на окраине Амритсара.
Битва при Амритсаре (1762 г.) происходила в сером свете солнца во время полного затмения. Она закончилась, когда безлунный день был затемнен безлунной ночью, и противники отступили с поля боя: сикхи — в джунгли Лахи (густые леса, расположенные в Центральном Пенджабе), а Абдали — за безопасные стены Лахора.

## Битва при Дели и взятие Красного Форта
Сикхи под командованием Багхела Сингха совершали набеги на Дели с 1764 года, но безуспешно. 11 марта 1783 года объединённая сикхская армия Багхела Сингха, Джассы Сингха Ахлувалии и Джасса Сингха Рамгархии разгромила армию Великих Моголов и захватила Дели.

## Наследие
Наваб Джасса Сингх Ахлувалия правительственный колледж (Njsa Government College) в Капуртале, основанный в 1856 году Раджой Рандхиром Сингхом из Капурталы, назван его именем.
Памятная почтовая марка Джассы Сингха Ахлувалия была выпущена правительством Индии 4 апреля 1985 года.

## В популярной культуре
Телевидение
В историческом телесериале 2010 года «Махараджа Ранджит Сингх», транслируемом по каналу DD National, персонаж Джасса Сингх Ахлувалия изображен актёром Шахбазом Ханом.